# Earle Island
Earle Island ist eine kleine Insel in der Gruppe der Danger Islands an der Nordspitze der Antarktischen Halbinsel. Sie liegt 5 km südwestlich von Darwin Island und markiert das südwestliche Ende der Inselgruppe.
Das UK Antarctic Place-Names Committee benannte die Insel am 11. Juni 1980. Namensgeber ist der Maler Augustus Earle (1793–1838), der in den 1830er Jahren an einer Vermessungsfahrt der Beagle in den Gewässern um Südamerika teilgenommen hatte.